# Prodotto interno lordo verde
Il prodotto interno lordo verde (P.I.L. verde) è un indice di sviluppo economico che tiene conto delle conseguenze ambientali dello sviluppo economico.
Nel 2004, Wen Jiabao ha annunciato che l'indice verde del P.I.L. potrebbe sostituire l'indice del P.I.L. nella politica interna del Partito Comunista Cinese.
La Cina risulta da anni essere sull'orlo di un collasso ambientale, dovuto a numerose cause, quali ad esempio il massiccio uso del carbone per la produzione energetica, l'enorme incremento di prodotti non riciclabili e l'enorme sviluppo economico, portato avanti con delle politiche che non tengono conto delle conseguenze ambientali. È stato quindi coniato questo termine per indicare un nuovo indice di sviluppo che tenesse conto delle conseguenze che lo stesso porta sull'ambiente naturale.
Gli esperti di statistica notano però che il P.I.L. verde presenta numerosi problemi metodologici nel calcolo; in particolare, è molto difficile riuscire a monetizzare la perdita della biodiversità o gli effetti del cambiamento di clima causati dalle emissioni dell'anidride carbonica, e molti risultati pubblicati differiscono gli uni dagli altri anche di ordini di grandezza.
La maggior parte degli esperti nel campo ambientale preferisce utilizzare degli indicatori fisici (quali "spreco pro capite" o "le emissioni dell'anidride carbonica all'anno"), che possono essere definiti e calcolati più facilmente per definire un indice di sviluppo sostenibile. Un approccio differente consiste nell'Indice di progresso effettivo, o GPI, che tiene conto anche di parametri sociali come il numero dei suicidi e dei crimini, di parametri ambientali come l'inquinamento.